# SV Tanne Thalheim
Der SV Tanne Thalheim ist ein deutscher Sportverein aus Thalheim/Erzgeb. im Erzgebirgskreis. Zum Verein gehören die Abteilungen Fußball, Handball, Schwimmen, Ski-Sport, Tischtennis, Turnen und Volleyball. Bis 2011 existierte die Abteilung Basketball. Von 1990 bis 2001 gehörte die Abteilung Ringen (bis 1990 Sektion Ringen) zum Verein. Am 15. Februar 2001 erfolgte die Neugründung und damit die Ausgliederung als Ringerverein Thalheim. Mit 782 Mitgliedern (Stand: 31. Dezember 2020) ist der SV Tanne Thalheim nach dem FC Erzgebirge Aue der zweitgrößte Sportverein im Erzgebirgskreis.

## Abteilung Fußball
Die Fußballabteilung des 1912 gegründeten Thalheimer SV Tanne agierte ab 1920 im Bereich des Verbandes Mitteldeutscher Ballspiel-Vereine in der erstklassigen Gauliga Erzgebirge. Teilnahmen in der ab 1933 erstklassigen Gauliga Sachsen fanden nicht statt, dem Verein gelang zur Spielzeit 1938/39 der Sprung in die zweitklassige Fußball-Bezirksklasse Chemnitz. Kriegsbedingt blieb es bei dem einen Jahr Zweitklassigkeit.
1945 wurde Tanne Thalheim aufgelöst und als SG Thalheim neu gegründet. Die lose Sportgruppe trat in der Spielzeit 1948/49 für eine Saison in der Landesliga Sachsen (SBZ) an, in der ein fünfter Rang erreicht wurde.

Historisches Logo der BSG ESDA

In der Folgezeit trat die Betriebssportgemeinschaft bis 1990 unter den Bezeichnungen Vorwärts Thalheim, 3 Tannen Thalheim, Fortschritt Thalheim, sowie mit dem Einsteigen des Trägerbetriebes VEB Strumpfkombinat ESDA, als ESDA Thalheim in Erscheinung. Sportlich agierte die BSG mit der Auflösung der Länder und gleichzeitigen Gründung der Bezirke ab dem Jahr 1953 in der drittklassigen Bezirksliga Karl-Marx-Stadt, welche mit Unterbrechungen bis zur Wende gehalten wurde. Eine realistische Chance zum Aufstieg zur DDR-Liga bzw. II. DDR-Liga bestand für die Erzgebirger nicht. Die mögliche Qualifikation zur ersten Hauptrunde des FDGB-Pokals verpasste Fortschritt Thalheim im Endspiel des FDGB-Bezirkspokals am 8. Juni 1974 in Burgstädt durch eine 0:3-Niederlage gegen die klar favorisierte BSG Fortschritt Krumhermersdorf.
1990 vollzog der Verein eine erneute Umbenennung in Tanne Thalheim und spielte ein Jahrzehnt in der Sachsenliga. Im Anschluss folgten drei Abstiege bis in die Kreisliga. Aktuelle Spielklasse ist seit 2011, mit einer Unterbrechung in der Saison 2019/20, die Landesklasse West (vorher Bezirksliga Chemnitz, Staffel West).
Im Jahr 2012 feierten die Fußballer ihr 100-jähriges Bestehen mit einer insgesamt 10-tägigen Festwoche. Als Höhepunkt gastierte vor 1750 Zuschauern der damalige Zweitligist FC Erzgebirge Aue im Waldstadion an der Stadtbadstraße.
Am Ende der Saison 2014/15 war man als 14. der Tabelle bereits sportlich abgestiegen. Da aber der Reichenbacher FC als bester Zweiter aller Landesklasse-Staffeln dem BSC Rapid Chemnitz aus der Landesklasse West in die Landesliga Sachsen folgte, blieb der SV Tanne Thalheim in der Landesklasse West.
Aus dieser Spielklasse stieg man am Ende der Saison 2018/19 nach insgesamt achtjähriger Zugehörigkeit als Fünftletzter von 16 Mannschaften ab, um nur ein Jahr später mit dem besten Quotienten aller Spiele der infrage kommenden Mannschaften aus der Kreisoberliga Erzgebirge, die Saison wurde aufgrund der Corona-Pandemie vorzeitig abgebrochen, wieder zurückzukehren.
In der Saison 2020/21 landete der SV Tanne Thalheim auf dem 9. Platz, jedoch wurde die Saison nach sieben Spieltagen abgebrochen.
In der Saison 2024/25 belegte man mit 57 Punkten den 1. Platz und schaffte so den Aufstieg in die Sachsenliga.

### Statistik
- Teilnahme LL Sachsen (SBZ): 1948/49
- Teilnahme Bezirksliga Karl-Marx-Stadt: 1953/54 bis 1957, 1964/65 bis 1967/68, 1984/85 bis 1990
- Teilnahme Sachsenliga: 1990 bis 2000

## Abteilung Schwimmen
Die Abteilung Schwimmen hat ihre Wurzeln im 1902 gegründeten Thalheimer Schwimmverein und wurde in der Zeit des Bestehens der DDR hauptsächlich in Form einer Betriebssportgemeinschaft weitergeführt. Seit 1990 sind die Thalheimer Schwimmer fester Bestandteil des SV Tanne Thalheim in Form einer eigenen Abteilung. 2023 zählte die Abteilung Schwimmen 110 Mitglieder.

## Abteilung Ski-Sport
Wintersport hat in Thalheim eine lange Tradition. Neben Langlauf wurde bis in die 1960er Jahre auch Skisprung auf einer eigenen Schanze betrieben. Heute gibt es Trainingsgruppen für Skilanglauf. Ihre Mitglieder nehmen regelmäßig mit der Kinder- und Jugendabteilung an regionalen Wettkämpfen und im Erwachsenenbereich an internationalen Volksläufen wie z. B. dem Kammlauf im Erzgebirge und dem Wasalauf in Schweden teil. Außerdem gibt es eine aktive Alpin-Gruppe, die einen Trainingslift in Thalheim betreibt.

## Abteilung Volleyball
Schon in den 70er Jahren trafen sich Volleyballfreunde auf einem Feld in einem der beiden Thalheimer Neubaugebiete, um diesem Sport nachzugehen. Nach der Wende gliederten sich die Hobby-Volleyballer im SV Tanne in der Abteilung Turnen ein. Seit 1998 stehen die Thalheimer Schmetterlinge im Punktspielbetrieb. Die Mitgliederzahl stieg gerade nach der Jahrtausendwende stetig weiter an und somit entschloss man sich im Jahr 2006, selbst eine Abteilung zu gründen.
Derzeit befinden sich folgende vier Mannschaften im Punktspielbetrieb: eine Frauenmannschaft in der Chemnitzer Bezirksliga des Sächsischen Volleyballverbandes, jeweils eine Männermannschaft in der Erzgebirgsliga und der 1. Erzgebirgsklasse im Volleyball-Sportkreis Erzgebirge sowie ein Mix-Team in der Erzgebirgsliga im VSKE. Die Heimspiele der Frauen- und der ersten Männermannschaft finden im Sportlerheim an der Stollberger Straße statt. Die zweite Männermannschaft sowie das Mix-Team sind in der Grundschulturnhalle auf Kantstraße bei Heimspielen die Hausherren. Seit 2012 bestreiten die beiden Männerteams gemeinsam mit dem TSV Brünlos den Punktspielbetrieb, so dass dabei die SG Thalheim/Brünlos entstand.
Nachdem die Abteilung im Jahr 2012 aus 53 Mitgliedern bestand, verringert sich nun Jahr für Jahr diese Zahl. Grund dafür ist hauptsächlich der fehlende Nachwuchs durch die Schließung des Drei-Tannen-Gymnasiums sowie der nicht mehr existierenden Volleyball-AG in der Oberschule. Im Januar 2015 zählte die Abteilung 23 Mitglieder.
Größte Erfolge:
- 2005 Männer I – Saisonmeister in der damaligen Bezirksklasse (jetzt Erzgebirgsliga).
- 2008 Frauen – Teilnahme am Bundesfinale des Breiten- und Freizeitsport-Cups in Naunhof und in Folge Wahl zur „Mannschaft des Jahres“ durch die Leser der Freien Presse.

## Personen
- Ulf Mehlhorn
- Bernd Drechsel (EM-Dritter und Olympiateilnehmer im Ringen)